# Triglyf

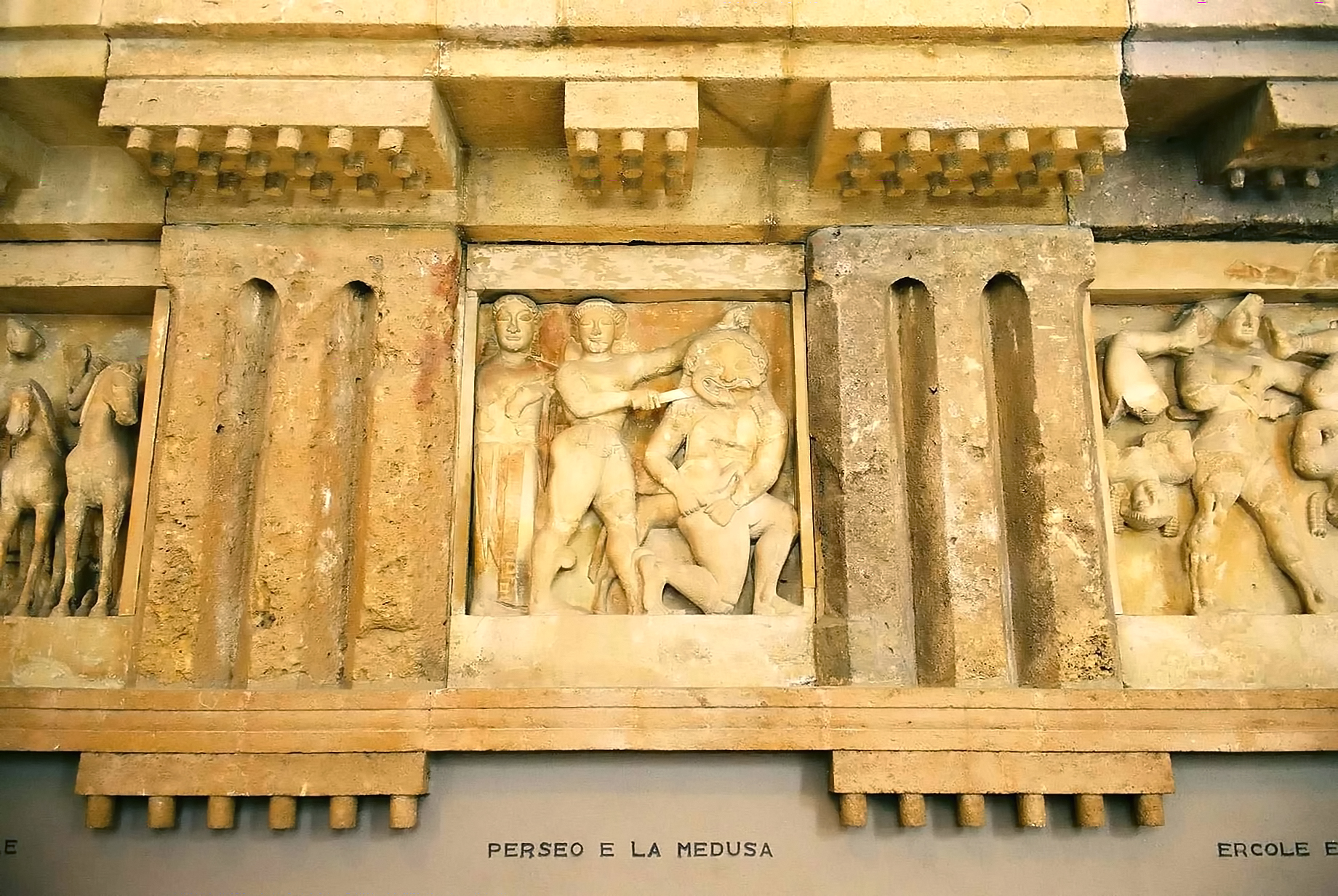
Triglyfer och metoper på ett tempel i Selinus.

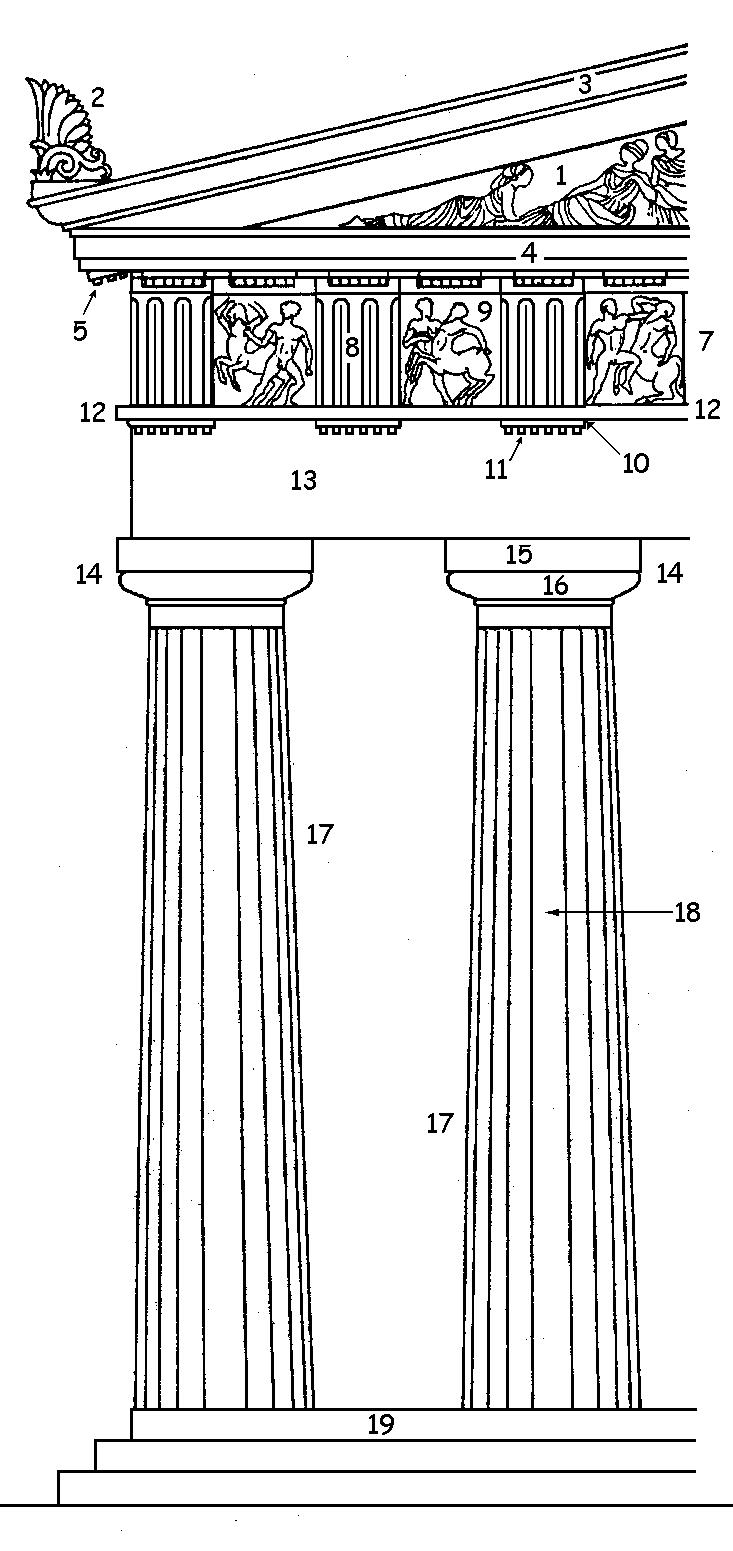
1. Tympanon, 2. Akroterion, 3. Sima, 4. Geison, 5. Mutulus, 7. Fris, 8. Triglyf, 9. Metop, 10. Regula, 11. Gutta, 12. Taenia, 13. Arkitrav, 14. Kapitäl, 15. Abakus, 16. Ekinus, 17. Kolonn, 18. Kannelyr, 19. Stylobat

Triglyf (grekiska triglyphos, "tresnitt", egentligen tre gånger kluven) är en del av den doriska frisen. En triglyf består av en stenplatta med två, genom släta ytor skilda lodräta räfflor vilka i genomskärning är triangulära, på det doriska templet omväxlande med metoperna vilande på arkitraven i axeln på varje kolonn och dess mellanrum.
I antik och klassicerande arkitektur består triglyfen av en fyrsidig (rektangulär) platta delad i tre lika stora delar av två lodräta räfflor, och placerad mellan metoperna i en dorisk fris. Triglyfer anses av vissa forskare vara reminiscenser av bjälkändar i äldre grekisk träarkitektur. Under antiken var de ofta målade i blått. Triglyfen anger således läget för de gamla timrade templens balkar.